# 100 mm/55 Model 68
100-mm/55 Model 68 е корабна универсална артилерийска установка с калибър 100 mm, разработено и произвеждано във Франция от фирмата Mecanique Creusot-Loire. Състои на въоръжение във ВМС на Франция, а също и във ВМС на Аржентина, Белгия, Малайзия, Португалия, България и Турция. От 1996 г. на въоръжение постъпва усъвършенстваната ѝ версия Model 1968-II.

## Разработка на проекта
Разработката на новото 100-милиметрово оръдие по поръчка на френския флот започва от компанията Mecanique Creusot-Loire в средата на 1960-те години. Тази система се разработва на базата на 100-милиметровата арт-установка Model 1964, ставайки нейна олекотена и усъвършенствана версия.

## Конструкция
Артустановката се състои от бойно и подкуполно отделение. Оръдието има ствол моноблок с дължина 55 калибра. То има двойна система за водно охлаждане – с вода, циркулираща между ствола и стъклопластиковия кожух и служеща за продухване на ствола с водно-въздушна смес след всеки изстрел. Кулата е направена от армирана пластмаса, в конструкцията на АУ широко се използват леки сплави. Готовият за стрелба боезапас се намира в пълнител, вместяващ 35 унитарни патрона.
Времето за реакция на установката е 10 секунди, скорости на насочване: по вертикалната плоскост: 25° в секунда, по хоризонтала: 40° в секунда. Благодарение на бързодействието, скорострелността и неголямата си маса, арт-установката 100 mm/55 Model 68 се счита за ефективно средство, преди всичко за целите на ПВО.
Има три основни модели оръдия: Model 1968 – базов модел, Model 1968 CADAM – усъвършенстван модел с повишена надеждност и скорострелност, Model 1968-II или 100 TR – модел с намалена радиолокационна сигнатура.

## Използване на кораби
- – Разрушители тип „Хамбург“[1]:с. 206
- – Фрегати тип „Хоризонт“
- – Фрегати с УРО от тип „Лафайет“
- – Фрегати тип „Кьолн“[1]:с. 208
- – Фрегати тип „Вилинген“[2]:с. 150[3]
- – Корвети тип „Драмонд“
- – Корвети тип „д'Естиен д'Орв“[4][2]:с. 172